# 帕哈羅杜恩斯 (加利福尼亞州)
帕哈羅杜恩斯（英語：Pajaro Dunes）是位於美國加利福尼亞州聖塔克魯茲縣的一個人口普查指定地區。

## 地理
帕哈羅杜恩斯的座標為36°52′06″N 121°48′21″W / 36.86833°N 121.80583°W，而該地最高點為海拔高度4米（即13英尺）。

## 人口
根據2010年美國人口普查的數據，帕哈羅杜恩斯的面積為6.703平方千米，當中陸地面積為6.637平方千米，而水域面積為0.066平方千米。當地共有人口144人，而人口密度為每平方千米21人。